# Relaciones entre Hibernia y el Imperio romano

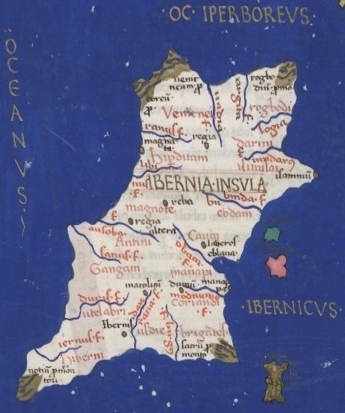
Mapa de la isla según las indicaciones de Ptolomeo.

Los pueblos de Hibernia y el Imperio romano tuvieron continuas relaciones de diversa índole desde la conquista de la vecina isla de Britania, a partir de mediados del siglo I, hasta la retirada de dicho territorio en 410.

## Características
Los romanos nunca anexaron la isla de Hibernia pero su influencia sobre ella fue notable a pesar de que los testimonios que llegan a la actualidad son fragmentarios. Esta relación puede catalogarse en tres tipos: comercial, religioso-cultural e histórico-militar.
Durante aquel período, la población isleña pudo ser de quinientas a ochocientas mil personas.

### Comercial
La principal característica de la relación entre Roma e Hibernia era de naturaleza comercial. De hecho, el historiador Richard Warner en 1995 escribió que, después del desembarco de los romanos en Britania en el reinado del emperador Claudio, que gobernó de 41 a 54, las rutas comerciales entre la Britania romana conquistada y el Mediterráneo terminaron tocando a Hibernia. El historiador latino Tácito escribe en Agrícola sobre Hibernia que sus puertos eran cada vez más conocidos gracias al comercio.
Más tarde, en el siglo II, el geógrafo Claudio Ptolomeo en su famoso mapa informaba las coordenadas de algunas localidades y tribus de las costas de la isla, demostrando un conocimiento logrado solo a través de repetidos contactos comerciales. Además, según Thomas Charles-Edwards, entre los siglos I y III hubo una gran despoblación en Hibernia por el comercio de esclavos que eran llevados a trabajar en las villas de Britania. Finalmente, hay numerosos hallazgos arqueológicos, en particular joyas y monedas romanas, en varios lugares del centro de la isla, particularmente concentrados en el área de Damastown, considerándolo del centro de intercambios comerciales por su posición estratégica en el círculo imaginario entre Lambay, Drumanagh, Tara y Clogher.
Muchos objetos romanos se han encontrado por todo Leinster y gran cantidad de monedas imperiales en el famoso sitio arqueológico celta de Brú na Bóinne. En Lambay, cerca de Dublín, se han encontrado tumbas del siglo I con broches y decoraciones romanas. También joyas y más monedas en Tara, Clogher y Cashel.

### Religioso-cultural
Durante la centuria en que se derrumbó el Imperio romano de Occidente, el siglo V, se dio el rápido triunfo de cristianismo gracias a san Paladio de Escocia. Este éxito ha permitido presuponer una presencia mucho más antigua que le sirvió de apoyo, posiblemente una comunidad desde el siglo II, especialmente en Leinster y Meath. También ayudó que las élites irlandesas estuvieran aculturadas con ropas y costumbres romanas por la intensa relación comercial, de hecho, las primeras iglesias eran llamadas Teach-na-Roman, «casas de romanos».

### Histórico-militar
Parece muy probable, dados los descubrimientos arqueológicos hechos en el promontorio fortificado de Drumanagh y otros lugares, se habría producido un desembarco con fines exploratorios, algo que parece mencionar Tácito.
Según el historiador Philip Rance las tribus attacotti, que vivían en el actual Leinster, eran foederati del Imperio que pudieron luchar en Britania y la Galia desde el 350.

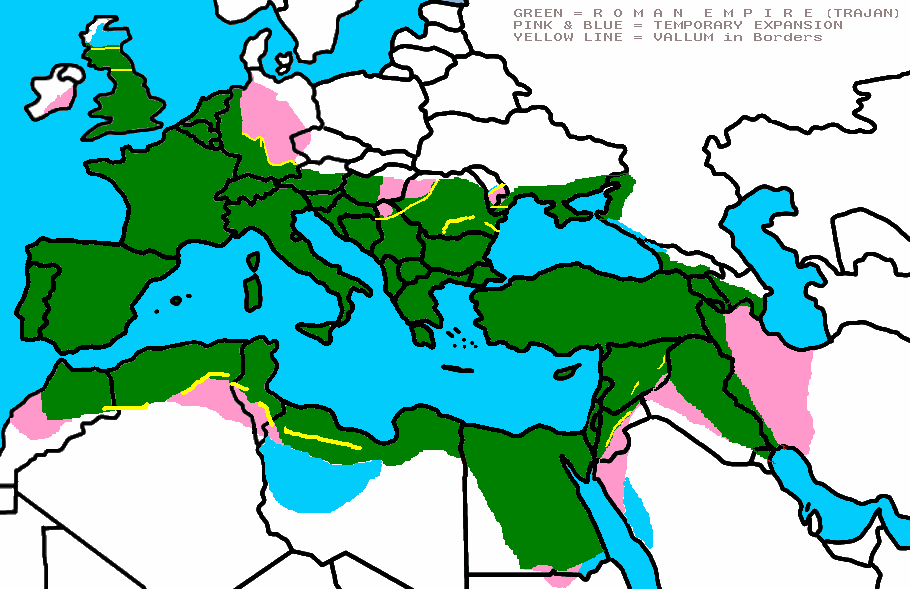
Mapa donde aparece en color rosado la parte oriental de Irlanda como ocupada momentáneamente por el Imperio romano.

## Posibles expediciones romanas

### Agrícola
Tácito decía que el gobernador de Britania, Cneo Julio Agrícola, creía que bastaba con una legión y unos pocos auxiliares para conquistar la isla, lo que sería positivo porque eliminaría a unos pueblos independientes que podían ser un mal ejemplo para los britanos. También menciona en que su quinto año de guerra Agrícola cruzó el mar y venció a tribus desconocidas, e incluso dejó guarniciones en las costas britanas a la espera de nuevas expediciones. No específica si se refiere a Hibernia o Caledonia, pero el historiador Vittorio Di Martino opta por la primera opción porque en ella se centra el capítulo. El romano también menciona que un rey isleño desterrado fue ante él para pedir ayuda para recuperar su trono.
Warner cree que Hibernia pudo ser invadida por una fuerza de irlandeses exiliados y aventureros britanos armados, entrenados y organizados por Roma. Esta expedición pudo ser liderada por el legendario Túathal Techtmar. Por su tamaño, el fuerte de Drumanagh sugiere que era una posición romana desde donde se intentaba controlar la política irlandesa a través de la creación de reinos clientes liderados por nobles que en algún momento se exiliaron en territorio imperial. Historiadores como Barry Raftery y Gabriel Cooney, ese fuerte pudo ser utilizado por el gobernador como base para una misión exploratoria que pudo suceder en el año 82. Como añadido, recientes excavaciones arqueológicas en varios sitios asociados a la leyenda de Túathal se han encontrado diversos objetos romanos. Martino cree que los romanos podrían haber apoyado a Túathal para que éste impidiera a los isleños lanzar nuestras incursiones de saqueo en Britania.
Raftery y Warner hacen una comparación con las expediciones a Britania por Cayo Julio César, solo conocidas porque el romano escribió sobre la campaña en De bello Gallico y su obra sobrevivió a los siglos. Quizás las fuentes sobre la expedición de Agrícola no sobrevivieron al paso del tiempo.
El poeta latino Juvenal, veterano de las campañas de Agrícola, menciona el transporte de fuerzas militares a la isla de Hibernia (y a las Orcadas). Esto ha sido interpretado por eruditos modernos como indicativo de que hubo una breve campaña, lo que explicaría la falta de evidencia arqueológica mayor al ser toda construcción pensada como muy temporal. Tácito podría haberla obviado por haber sido muy menor, breve y quizás hasta fallida.

### Máximo
Basado en un extenso estudio de los muchos anales irlandeses y escoceses, especialmente Anales de los cuatro maestros del siglo XVII, el historiador David Hughes afirma que, siglo y medio después de Agrícola, un noble britano llamado Sulgen tuvo que exiliarse en Hispania, donde nació su hijo Lyndon, quien se casaría con una princesa gala. En 220 Lyndon volvió a la Britania Inferior y dirigió una revuelta en las que venció sucesivamente a los gobernadores imperiales Tiberio Claudio Paulino (221), Mario Valeriano (223) y Claudio Jenofonte (224). Finalmente, un general llamado Máximo venció y dio muerte al rebelde, para luego marchar contra el mor, «rey», Duibne de Dumbarton.
Posteriormente, en 225, desembarcó en Hibernia y dio muerte al rey usurpador Cofey de Leinster para restaurar a su predecesor y sobrino, Lowry, como cliente del Imperio. Luego marchó a ayudar a su aliado, el depuesto rey Loghaire de Munster, que tras su derrota en Cenn Abrat a manos de Eogan de Connacht tuvo que exiliarse en Britania. Al saber de su proximidad, Eogan se retiró a Connacht para unir fuerzas con Airt de Meath, Alto Rey de la isla, y Olom de Munster. Máximo les venció y mató en Mag Muccruime, considerada la batalla más grande y sangrienta hasta entonces sucedida en Hibernia. Luego envió a Loghaire a Tara para que lo proclamara Alto Rey de la isla, mientras él establecía su base en Uisneach, reuniéndose con jefes irlandeses, empezando a construir la fortaleza de Cashel (del latín Castellum) y desplegando una guarnición a las órdenes de su aliado Maccon de Munster con la clara intención de organizar una nueva provincia romana llamada Hibernae. 
Sin embargo, en 226 fue llamado a Britania para ser reemplazado por Claudio Apenino, quien no envió nuevas fuerzas a la isla. En cuanto Máximo se fue, Loghaire fue derrocado por Lughaid de Úlster, quien encabezó una revuelta contra las unidades romanas que quedaban, matando a su comandante, llamado en los anales Beinne, y expulsando a las fuerzas imperiales, que salvo breves expediciones, no volvieron a poner pie en la isla.

### Antiguas
- Claudio Ptolomeo. Geografía. Libro 2. Digitalizado por U Chicago. Basada en traducción griego antiguo-inglés por Edward Luther Stevenson, New York Public Library, 1932.
- Juvenal. Sátiras. Libro 1. Sátira 2. Digitalizado por Tertullian. Basado en traducción latín-inglés por George Gilbert Ramsay, Londres & Nueva York: Loeb Classical Library, 1918. Edición latina en Perseus. Basada en William Heinemann, Londres: G. P. Putnam's Son, 1918.
- Mícheál Ó Cléirigh. Anales de los cuatro maestros. Crónica escrita entre 1632 y 1636 con ayuda de Peregrine O'Clery, Fergus O'Mulconry y Peregrine O'Duignan entre otros, y la protección de Fearghal Ó Gadhra. Digitalizado por Google Books. Basada en traducción irlandés-inglés por Owen Connellan, Dublín: Geraghty, 1845.
- Tácito. Agrícola. Digitalizado por Perseus. Basada en traducción latín-inglés por Sara Bryant, Nueva York: Random House, Inc., original de 1876, reimpresa en 1942. Para versión en latín véase en Perseus edición de Henry Furneaux, Oxford: Clarendon Press, 1900.

### Modernas
- Carson, R. A. G. & Claire O'Kelly (1977). "A Catalogue of the Roman Coins from Newgrange, Co. Meath and notes on the Coins and Related Finds". Revista Proceedings of the Royal Irish Academy. Section C: Archaeology, Celtic Studies, History, Linguistics, Literature, núm. 77, pp. 35-55.
- Cooney, Gabriel. "Editorial: Ireland, the Romans and all that". Revista Archaeology Ireland, primavera 1996, Vol. X, núm. 1.
- DeBarra, Damien. "Hibernia Romana: What did the Romans ever do for us? Exploring Ireland's forbidden archaeology". Web Blather. Publicado en julio de 2002.
- Di Martino, Vittorio (2003). Roman Ireland. Londres: The Collins Press.
- Freeman, Philip (2001). Ireland and the Classical World. University of Texas Press. ISBN 9780292725188.
- Hughes, David (2007). The British Chronicles. Book One. Heritage Books. ISBN 9780788444906.
- Laing, Lloyd Robert (2006). The Archaeology of Celtic Britain and Ireland: C.AD 400 - 1200. Cambridge University Press. ISBN 9780521838627.
- Raftery, Barry (1994). Pagan Celtic Ireland. The Enigma of the Irish Iron Age. Londres: Thames and Hudson.
- Rance, Philip (2001). "Attacotti, Déisi and Magnus Maximus: the Case for Irish Federates in Late Roman Britain". Revista Britannia, núm. 32, pp. 243-270.
- Warner, Richard B. (1995). "Tuathal Techtmar: a myth or ancient literary evidence for a Roman invasion?". Revista Emania. Núm. 13, pp. 23–32.
- Warner, Richard. Celtic Ireland and other fables: politics and prehistory. Charla digitalizada dada en la conferencia annual de The Irish Association, Carrickfergus, 12-14 de noviembre de 1999.